# Palmarès dell'Al-Hilal Saudi Club
L'Al-Hilal Saudi Club (in arabo نادي الهلال السعودي‎?) è una società calcistica con sede a Riad, in Arabia Saudita.
Il soprannome Al-Zaʿīm, che significa "il Leader", deriva dal fatto che questa società è la più titolata del paese, avendo vinto diciotto campionati sauditi, nove Coppe del Re dei Campioni, tredici Coppe del Principe della Corona saudita e due Supercoppe nazionali. A livello internazionale si è aggiudicato 4 AFC Champions League (record), 2 Coppe delle Coppe AFC e 2 Supercoppe d'Asia, per un totale di 8 trofei internazionali riconosciuti dall'AFC (record), oltre a 2 Champions League arabe. Ha partecipato a tre edizioni della Coppa del mondo per club FIFA, nel 2019, 2021 e 2022.

## Competizioni nazionali
- Campionato saudita: 19  (record)

1976-1977, 1978-1979, 1984-1985, 1985-1986, 1987-1988, 1989-1990, 1995-1996, 1997-1998, 2001-2002, 2004-2005, 2007-2008, 2009-2010, 2010-2011, 2016-2017, 2017-2018, 2019-2020, 2020-2021, 2021-2022, 2023-2024
- Coppa del Re dei Campioni: 11

1961, 1964, 1980, 1982, 1984, 1989, 2015, 2017, 2020, 2022-2023, 2023-2024
- Coppa del Principe della Corona saudita: 13  (record)

1964, 1995, 2000, 2003, 2005, 2006, 2008, 2009, 2010, 2011, 2012, 2013, 2016
- Supercoppa saudita: 4  (record)

2015, 2018, 2021, 2023
- Coppa del Principe Faysal bin Fahd: 7

1987, 1990, 1993, 1996, 2000, 2005, 2006
- Coppa del Fondatore saudita: 1

2000

## Competizioni internazionali
- AFC Champions League: 4  (record)

1992, 1999-2000, 2019, 2021
- Coppa delle Coppe dell'AFC: 2

1996-1997, 2001-2002
- Supercoppa d'Asia: 2

1997, 2000
- Champions League araba: 2

1995, 1996
- Coppa delle Coppe araba: 1

2000
- Supercoppa araba: 1

2001
- Coppa dei Campioni del Golfo: 2

1986, 1998

## Altri piazzamenti
- Campionato saudita:

Secondo posto: 1975-1976, 1979-1980, 1980-1981, 1982-1983, 1986-1987, 1992-1993, 1994-1995, 1996-1997, 2004-2005, 2005-2006, 2008-2009, 2012-2013, 2013-2014, 2015-2016, 2018-2019, 2024-2025
Terzo posto: 1981-1982, 1988-1989, 1993-1994, 2011-2012, 2014-2015, 2022-2023
- Coppa del Re dei Campioni:

Finalista: 1963, 1968, 1977, 1981, 1985, 1987, 2010, 2021-2022
- Coppa della Corona del Principe saudita:

Finalista: 1955-1956, 1998-1999, 2013-2014, 2014-2015
Semifinalista: 2001, 2004, 2006-2007, 2016-2017
- Coppa del Principe Faysal bin Fahd:

Finalista: 1985-1986, 2001-2002, 2003-2004, 2007-2008, 2009-2010
- Supercoppa saudita:

Finalista: 2016, 2020
Semifinalista: 2022
- AFC Champions League:

Finalista: 1986, 1987, 2014, 2017, 2022, 2023-2024
Semifinalista: 2024-2025
- Supercoppa d'Asia:

Finalista: 2002
- Coppa dei Campioni araba per club:

Finalista: 1989, 2018-2019, 2023
- Supercoppa araba:

Finalista: 1992, 1995
- Coppa dei Campioni afro-asiatica:

Finalista: 1992
- Coppa dei Campioni del Golfo:

Secondo posto: 1987, 1992
- Coppa del mondo per club FIFA:

Finalista: 2022
Semifinalista: 2021